# Varese Calcio 1986-1987
Questa voce raccoglie le informazioni riguardanti il Varese Calcio nelle competizioni ufficiali della stagione 1986-1987.

## Stagione
Nella stagione 1986-1987 il Varese ha disputato il girone B del campionato di Serie C2. Ha terminato il campionato in nona posizione di classifica con 34 punti.

## Rosa
| N. |                   | Ruolo | Calciatore            |
| -- | ----------------- | ----- | --------------------- |
|    | Italia (bandiera) | C     | Renato Acone          |
|    | Italia (bandiera) | P     | Massimo Brovelli      |
|    | Italia (bandiera) | C     | Giovanni Calvani      |
|    | Italia (bandiera) | D     | Mauro Della Bianchina |
|    | Italia (bandiera) | P     | Claudio Fadoni        |
|    | Italia (bandiera) | C     | Paolo Frara           |
|    | Italia (bandiera) | D     | Roberto Fumagalli     |
|    | Italia (bandiera) | C     | Alessandro Furlanetto |
|    | Italia (bandiera) | D     | Roberto Gatti         |
|    | Italia (bandiera) | D     | Giovanni Lopez        |

| N. |                   | Ruolo | Calciatore         |
| -- | ----------------- | ----- | ------------------ |
|    | Italia (bandiera) | C     | Giuliano Melosi    |
|    | Italia (bandiera) | D     | Stefano Pellegrini |
|    | Italia (bandiera) | A     | Oscar Pettinari    |
|    | Italia (bandiera) | C     | Pasquale Piccinin  |
|    | Italia (bandiera) | A     | Andrea Ruggeri     |
|    | Italia (bandiera) | C     | Sandro Salvioni    |
|    | Italia (bandiera) | D     | Stefano Serami     |
|    | Italia (bandiera) | C     | Giuseppe Testa     |
|    | Italia (bandiera) | C     | Rosolo Vailati     |
|    | Italia (bandiera) | A     | Luigi Zerbio       |

## Risultati

### Serie C2

#### Girone di andata
| 21 settembre 1986 1ª giornata | Varese | 3 – 1 | Sassuolo |  |

| 28 settembre 1986 2ª giornata | Orceana | 1 – 1 | Varese |  |

| 5 ottobre 1986 3ª giornata | Varese | 0 – 0 | Chievo |  |

| 12 ottobre 1986 4ª giornata | Montebelluna | 1 – 1 | Varese |  |

| 19 ottobre 1986 5ª giornata | Varese | 0 – 0 | Ospitaletto |  |

| 26 ottobre 1986 6ª giornata | Vogherese | 1 – 2 | Varese |  |

| 2 novembre 1986 7ª giornata | Varese | 0 – 2 | Treviso |  |

| 9 novembre 1986 8ª giornata | Varese | 3 – 0 | Giorgione |  |

| 16 novembre 1986 9ª giornata | Mestre | 1 – 2 | Varese |  |

| 23 novembre 1986 10ª giornata | Varese | 2 – 0 | Oltrepò |  |

| 30 novembre 1986 11ª giornata | Venezia | 2 – 1 | Varese |  |

| 7 dicembre 1986 12ª giornata | Varese | 1 – 0 | Pergocrema |  |

| 14 dicembre 1986 13ª giornata | Pievigina | 1 – 1 | Varese |  |

| 21 dicembre 1986 14ª giornata | Varese | 0 – 0 | Pro Patria |  |

| 4 gennaio 1987 15ª giornata | Pordenone | 1 – 1 | Varese |  |

| 11 gennaio 1987 16ª giornata | Varese | 1 – 1 | Pavia |  |

| 18 gennaio 1986 17ª giornata | Suzzara | 3 – 0 | Varese |  |

#### Girone di ritorno
| 25 gennaio 1987 18ª giornata | Sassuolo | 1 – 2 | Varese |  |

| 1º febbraio 1987 19ª giornata | Varese | 3 – 0 | Orceana |  |

| 8 febbraio 1987 20ª giornata | Chievo | 2 – 0 | Varese |  |

| 15 febbraio 1987 21ª giornata | Varese | 1 – 1 | Montebelluna |  |

| 22 febbraio 1987 22ª giornata | Ospitaletto | 4 – 0 | Varese |  |

| 1º marzo 1987 23ª giornata | Varese | 1 – 0 | Vogherese |  |

| 8 marzo 1987 24ª giornata | Treviso | 3 – 1 | Varese |  |

| 15 marzo 1987 25ª giornata | Giorgione | 0 – 0 | Varese |  |

| 29 marzo 1987 26ª giornata | Varese | 1 – 1 | Mestre |  |

| 5 aprile 1987 27ª giornata | Oltrepò | 1 – 0 | Varese |  |

| 18 aprile 1987 28ª giornata | Varese | 0 – 1 | Venezia |  |

| 26 aprile 1987 29ª giornata | Pergocrema | 2 – 1 | Varese |  |

| 3 maggio 1987 30ª giornata | Varese | 2 – 0 | Pievigina |  |

| 17 maggio 1987 31ª giornata | Pro Patria | 1 – 0 | Varese |  |

| 24 maggio 1987 32ª giornata | Varese | 1 – 0 | Pordenone |  |

| 31 maggio 1987 33ª giornata | Pavia | 0 – 0 | Varese |  |

| 7 giugno 1987 34ª giornata | Varese | 1 – 2 | Suzzara |  |